# Nawabielica
Nawabielica (biał. Навабеліца; ros. Новобелица) – wieś na Białorusi, w obwodzie mohylewskim, w rejonie mohylewskim, w sielsowiecie Siemukaczy.